# Puckeridge Tributary
Der Puckeridge Tributary ist ein Wasserlauf in Hertfordshire, England. Er hat einen nördlichen Arm (Quelle: 51° 53′ 35″ N, 0° 0′ 43″ W) und einen südlichen Arm (Quelle: 51° 53′ 9″ N, 0° 0′ 35″ W), die beide westlich von Puckeridge entstehen und in östlicher Richtung fließen. Sie vereinigen sich in Puckeridge (51° 53′ 21″ N, 0° 1′ 5″ O) und fließen dann als ein Wasserlauf bis zu seiner Mündung in den River Rib im Osten von Puckeridge.